# Volac: Book of Angels Volume 8
Volac: Book of Angels, Volume 8 è un album in studio del violinista jazz d'avanguardia statunitense Erik Friedlander, contenente 12 delle 316 composizioni del compositore jazz statunitense John Zorn provenienti dal libro delle composizioni Book of Angels. Fu pubblicato il 25 settembre 2007 dalla Tzadik Records.

## Tracce
Musiche di John Zorn.
1. Harhazial (42° composizione) – 4:36
2. Rachsiel (97° composizione) – 2:39
3. Zumiel (133° composizione) – 1:40
4. Yeruel (26° composizione) – 3:24
5. Sannul (81° composizione) – 1:18
6. Haseha (5° composizione) – 4:36
7. Kadal (66° composizione) – 3:53
8. Ahaniel (138° composizione) – 5:45
9. Ylrng (282° composizione) – 1:37
10. Anahel (1° composizione) – 4:18
11. Sidriel (186° composizione) – 3:03
12. Zawar (6° composizione) – 4:38

Durata totale: 41:27

## Formazione
- John Zorn – produzione, arrangiatore, direzione
- Erik Friedlander – violoncello